# 索菲娅·韦尔塔
索菲娅·克里斯蒂娜·韦尔塔（英語：Sofia Christine Huerta；1992年12月14日—），美国女子职业足球运动员，司职右后卫，效力于西雅图君主足球俱乐部和美国国家女子足球队，目前被租借至法甲的奧林匹克里昂。她曾代表美国参加2023年国际足联女子世界杯。